# Rōki Sasaki
Rōki Sasaki (佐々木 朗希, Sasaki Rōki), né 3 novembre 2001 à Rikuzentakata (Iwate) au Japon, est un lanceur droitier de baseball Japonais.
Surnommé « le monstre de Reiwa » (令和の怪物, Reiwa no kaibutsu) en raison de la nouvelle ère durant laquelle il est devenu professionnel et de la vitesse de ses lancers, il enregistre en 2019 le record de vitesse de 163 kilomètres à l'heure pour un lancer de lycéen.
Il se distingue par la suite au niveau professionnel, le 10 avril 2022, en enregistrant à 20 ans, le 16e match parfait de l'histoire du baseball professionnel au Japon, le premier depuis 1994, égalisant le record du nombre de retraits sur prises en un match au Japon, et battant le record du nombre de retraits sur prises consécutives dans le baseball professionnel.
Lors de son match suivant, il lance encore huit manches parfaites avant d'être relevé selon le choix de son manager voulant protéger sa santé. 
Il fait partie de l'équipe du Japon de baseball qui a remporté la classique mondiale de baseball en 2023, durant laquelle il est lanceur partant à deux reprises.

## Biographie

### Enfance et jeunesse
Né en 2001 dans la ville côtière de Rikuzentaka, il se trouve à l'école primaire lors du séisme de 2011 de la côte Pacifique du Tōhoku qui a lourdement touché la ville, détruit sa maison, et tué son père ainsi que ses grands-parents. Réfugié à Ōfunato, il commence à jouer au baseball dans sa nouvelle école.

### Carrière amateur
Ayant commencé à attirer l'attention des autres écoles du Japon pour ses capacités sportives, il choisit néanmoins de rester à Ōfunato. Progressivement, il force les comparaisons avec les grands lanceurs Japonais, battant le record de vitesse de lancer d'un lycéen japonais appartenant jusqu'alors à Shohei Ohtani, ou se faisant surnommer « le monstre de Reiwa » en référence au surnom « le monstre de Heisei » attribué à l'époque à Daisuke Matsuzaka

### Carrière professionnelle
Alors qu'il est initialement choisi par quatre équipes au premier tour du repêchage de la NPB, ce sont les Chiba Lotte Marines qui obtiennent les droits de négociations. Il signe un contrat pour 100 millions de yen et devient un joueur de l'organisation.
Pour protéger son bras, son manager ne le fait pas jouer durant le moindre match de la saison 2020 et il fait ses débuts en 2021. Il y lance 63 manches 1/3 en 11 sorties pour un bilan de 3 victoires et deux défaites et une excellente moyenne de points mérités de 2,27 et 68 retraits sur prises.
Il joue aussi un match de playoffs, accordant un point en 6 manches et retirant 10 batteurs sur prises alors que son équipe l'emporte sur les Tohoku Rakuten Golden Eagles. 
La saison suivante, il se distingue dès le mois d'avril en lançant un match parfait puis lors de la sortie suivante 8 nouvelles manches parfaites avant d'être relevé pour protéger sa santé.
Il a donc retiré 52 batteurs consécutifs, un nouveau record en baseball japonais professionnel. Il finit la saison avec un bilan de 9 victoires et 4 défaites, une moyenne de points mérités de 2,02 et 173 retraits sur prises en 129 manches 1/3.
En 2023, il est sélectionné dans la rotation de lanceurs partants de l'équipe du Japon de Baseball lors de la classique mondiale. Il lance deux matchs, en phase de poules contre la République Tchèque, puis en demi finale contre le Mexique. Durant ce deuxième match, il concède un coup de circuit et le Japon est mené 3-0 après son passage, mais remonte au score, et l'emporte, sur un double de Munetaka Murakami, se qualifiant pour la finale. 
L'équipe remporte ensuite la finale permettant au Japon de remporter son troisième titre mondial.
En 2025, Sasaki signe un contrat avec les Dodgers de Los Angeles.